# Kevin Piticev
Kevin Piticev (* 4. Oktober 1992 in Wien) ist ein österreichischer Radiomoderator.

## Leben
Piticev wurde im Oktober 1992 in Wien geboren. Von 2003 bis 2010 besuchte er das Akademische Gymnasium Wien. Sein Praktikum in der 9. Klasse machte er 2008 bei Bwin.party digital Entertainment. In den Jahren 2012 und  2013 besuchte er die Radio-Sommer-Akademie und die TV-Akademie.  2009 begann Piticev eine Tätigkeit als Moderator bei dem Österreichischen Rundfunk als Sportredakteur. Ab September 2012  moderierte er bei Radio Energy Österreich. Von Juni 2014 bis zum 27. Dezember 2017 arbeitete Piticev bei dem österreichischen Radiosender Hitradio Ö3. Dort moderierte er die Sendungen Ö3 Wunschnacht und Treffpunkt Ö3.
Am 21. Dezember 2017 gab Piticev via Facebook und Instagram bekannt, dass seine letzte Sendungen beim Hitradio Ö3 die weihnachtlichen Ö3-Wunschnacht Spezialsendungen „Kevin allein zuhaus“, eine Anspielung auf den bekannten Weihnachtsfilm, sind. Seit Anfang 2018 arbeitet Kevin Piticev wieder für den privaten Radiosender Energy Wien als Moderator der Vormittagssendung „ENERGY bei der Arbeit“, die montags bis freitags von 10:00 bis 15:00 Uhr gesendet wird. Zusätzlich ist er seit 2020 bei ServusTV als Sport-Kommentator im Einsatz, genauso wie bei Laola1 und dem FC Red Bull Salzburg.